# Barragem de Pirapora do Bom Jesus
A Barragem de Pirapora do Bom Jesus é uma barragem brasileira situada no estado de São Paulo, no município de Pirapora do Bom Jesus e represa as águas do rio Tietê.
Esta barragem tem por finalidade acumular as águas do rio Tietê a fim de auxiliar a Barragem de Rasgão na produção de energia elétrica.
Devido a elevada altura de seus vertedores, quando a água é liberada, temos a produção de elevada quantidade de espuma, devido a poluição do rio Tietê. Essas espumas chegam a atingir as ruas, praças e casas da cidade, atingindo até 4(quatro) metros de altura acima das ruas.
Como a cidade de Pirapora do Bom Jesus situa-se às suas margens e a cidade é muito procurada por romeiros, as espumas que se espalham por sua superfície ficaram tristemente famosas pelo país, prejudicando dessa forma o turismo da cidade.
Um maior cuidado na abertura de seus vertedores, eliminou a elevada formação de espuma, mas ainda grandes flocos de espuma são vistos pelo rio na sua parte urbana de Pirapora do Bom Jesus. Um dado interesante é que cada vez que as espumas atingem as ruas, a Sabesp é multada em um valor de 100(cem) mil reais.